# 아릴렌기
아릴렌기(영어: arylene group) 또는 아렌다이일기(영어: arenediyl group)는 방향족 탄화수소(아렌)으로부터 유도되고, 페닐렌과 같은 2가인 유기 화합물의 치환기이다.

## 같이 보기
- 방향족 탄화수소
- 방향족성